# Notesthes robusta
Notesthes robusta és una espècie de peix pertanyent a la família dels tetrarògids i l'única del gènere Notesthes.

## Etimologia
Notesthes deriva dels mots grecs noton (esquena) i esthes (vestit, quelcom emprat per a embolicar), mentre que l'epítet llatí robusta és el femení de robustus (robust).

## Descripció
Fa 30 cm de llargària màxima, encara que la més freqüent és de 20. Tant els adults com els joves tenen espines verinoses dorsals (15), anals (3) i pelvianes. Cap gros, sense escates i amb 7 espines a l'opercle. Boca gran i amb una mandíbula inferior que sobresurt. Aleta dorsal espinosa, lleugerament còncava a la zona posterior i amb el darrer radi tou unit per una membrana al peduncle caudal. Cos cobert d'escates petites (tret del cap) i de coloració variable, ja que pot variar entre el groguenc clar fins al marró fosc i amb taques i vetes de color marró fosc, marró vermellós, gris o negre (de vegades, formant bandes irregulars amples). Les picades infligides per les seues espines poden arribar a ésser molt doloroses (els símptomes poden ésser tractats amb èxit mitjançant la immersió de la part afectada en aigua calenta i la infiltració d'un anestèsic local).

## Reproducció
Es reprodueix en aigua dolça com es dedueix del fet que han estat capturats joves als cursos superiors dels rius (incloent-hi embassaments).

## Alimentació
Es nodreix de crustacis bentònics, insectes, peixos i plantes.

## Hàbitat i distribució geogràfica
És un peix marí i d'aigües dolces i salabroses, demersal, catàdrom i de clima temperat (10 °C-30 °C; 10°S-38°S), el qual viu a Austràlia: els fons aquàtics rocallosos, fangosos o de grava des del nord de Queensland fins al sud de Nova Gal·les del Sud. Durant els períodes plujosos pot migrar aigües avall per internar-se en els estuaris però, normalment, prefereix l'aigua dolça.

## Observacions
És verinós per als humans, diürn, relativament sedentari, ja que acostuma a romandre immòbil en el fons o entre la vegetació aquàtica en espera d'una possible presa i el seu índex de vulnerabilitat és alt (64 de 100).